# Amasa

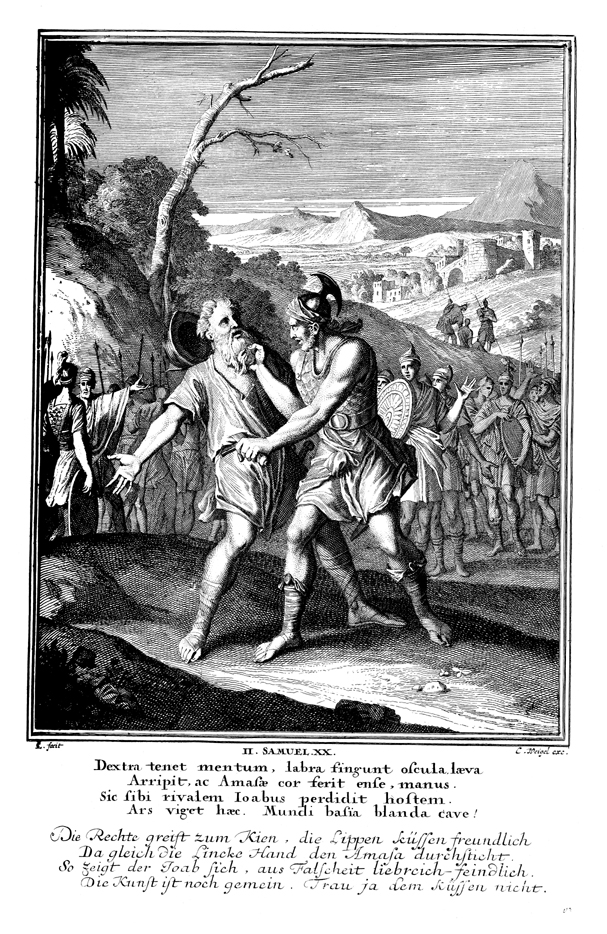
Joab ermordet Amasa, Radierung von Casper Luyken (1672–1708)

Amasa ist im Alten Testament der Name von zwei Personen. Zum einen ist dies ein Anhänger und Offizier Absaloms und später Heerbannfeldmarschall unter David, zum anderen ein Ephraimit.

## Etymologie
Die Herkunft und die Bedeutung des hebräischen Personennamens עֲמָשָׂא ˓ămāśā˒, deutsch ‚Amasa‘ (z. B. 2 Sam 17,25 ) sind unklar. Er lässt sich möglicherweise von der Wurzel עמס ableiten. Demnach läge hier in Kurzform eine orthographische Variante von „JHWH hat [schützend] getragen“ vor. Die Septuaginta gibt den Namen mit Αμεσσα Amessa (z. B. 1 Kön 2,32 ) oder Αμασιας Amasias (z. B. 2 Chr 28,12 ) wieder, die Vulgata als Amasa (z. B. 2 Sam 17,25 ).

## Erwähnungen in der Bibel
Im Alten Testament werden zwei Personen mit diesem Namen benannt: Ein Anhänger und Offizier Absaloms und späterer Heerbannfeldmarschall unter David, und ein Ephraimit.

### Amasa, der Heerführer
Nach 2 Sam 17,25  war Amasa der Sohn Jitras, des Israeliten, (nach 1 Chr 2,17  Jeters, des Ismaeliters) und der Abigal, der Tochter des Nahasch. Viele Exegeten gehen in 2 Sam 17,25  von einem Textfehler aus und glauben, dass Nahasch durch Isai zu ersetzen sei. Demnach wäre Amasa der Neffe König Davids sowie der Cousin von Absalom, Abischai und Joab. Dieses Verwandtschaftsverhältnis bestätigt 2 Sam 19,14a , wenn David spricht: „Und zu Amasa sollt ihr sagen: Bist du nicht mein Gebein und mein Fleisch?“ Die meisten deutschen Bibelübersetzungen schreiben auch in 2 Sam 17,25  Jeter statt Jitra.

Er führte Absaloms Aufstand gegen David an, wurde jedoch im Wald Ephraim besiegt. Absalom hatte Amasa, an Stelle seines Bruders Joab, über das Heer gesetzt. Daraus ergab sich eine, die Erzählung bestimmende, Rivalität zwischen Amasa und Joab. Nach der Niederschlagung des Aufstandes wurde Amasa von David begnadigt und zu seinem neuen Befehlshaber auf Lebenszeit ernannt. Damit stabilisierte David die politische Situation und gab gleichzeitig Joab, dem bisherigen Heerführer, sein Missfallen zu erkennen. Dieser hatte Abner und Absalom entgegen Davids Befehl ermordet.

Als ein Aufstand der nördlichen Stämme unter Scheba, dem Sohn Bichris, ausbrach, erwies Amasa nicht die nötige Tatkraft. Bei Gibeon wurde er schließlich heimtückisch von Joab mit dem Schwert ermordet. Dieser Mord wird Jahre später durch Salomo gerächt.

Möglicherweise ist Amasa mit עֲמָשַׂי ˓ămāśay, deutsch ‚Amasai‘ aus 1 Chr 12,19  identisch, dem Oberhaupt der dreißig Helden Davids.

### Amasa, ein Ephraimit
In 2 Chr 28,12  wird Amasa als Sohn Hadlais genannt. Er war einer von vier Anführern des Stammes  Ephraim, die den Propheten Oded unterstützten und sich dem Befehl widersetzen, Gefangene aus Juda nach Samaria zu bringen. Stattdessen versorgten sie die Gefangenen und sandten sie in die Heimat zurück.
Das Gleichnis vom barmherzigen Samariter in Lk 10,25–37  reflektiert diese Erzählung.